# Karim Bachar
Karim Bachar (Antwerpen, 11 augustus 1975) is een Belgisch zaalvoetballer en politicus voor Vooruit. Hij zetelde in het Vlaams parlement en is schepen in de stad Antwerpen. 

## Levensloop
Karim Bachar is de oudste uit een gezin van drie kinderen. Zijn ouders zijn afkomstig uit Marokko en vestigden zich in de jaren 70 via Frankrijk in Antwerpen. Hij groeide op op het Antwerpse Zuid, waar hij veel vertoefde op de Sint Andriesplaats en nadien aan de Vlaamse en Waalse kaai. Hij was van 1999 tot 2005 actief als jeugdwerker bij de stedelijke jeugddienst van Antwerpen. Hij is getrouwd en heeft twee kinderen, een zoon en een dochter.

### Voetbal
Hij speelde in de jeugdreeksen bij Berchem Sport en schopte het daar tot in de belofteploeg. Op 17-jarige leeftijd moest hij echter de keuze maken tussen veld- en zaalvoetbal. Hij koos voor zaalvoetbal waardoor hij enkele reeksen lager moest gaan voetballen op het veld om dit te kunnen blijven combineren. Hij speelde voor de volgende clubs: Sint-Anneke Sport, SK Nielse, Sparta Zwijndrecht FC, SK Wilrijk, Sparta Linkeroever, KFC Ranst en FC Mariekerke. Hij was meerdere jaren actief als techniektrainer bij de jeugdploegen van Beerschot en Berchem Sport. Ook in het Tetrasproject, een samenwerking tussen Berchem Sport en Racing Genk, was hij betrokken.
In het zaalvoetbal schopte hij het tot kapitein van de nationale zaalvoetbalploeg. Hij speelde tussen 1997 en 2011 101 interlands voor België en scoorde maar liefst 61 doelpunten. Hij won in zijn carrière meerdere kampioenstitels, bekers van België, Beneluxbekers en supercups.  Hij won 2x de gouden schoen. Ook als coach behaalde hij al heel wat successen.  Hij werd drie keer uitgeroepen tot beste coach van het land.  In 2013 kreeg hij een aanbieding om aan de slag te gaan bij de veldvoetbal topclub Al-Ahly in Saoedi Arabië maar hij verkoos echter om in Antwerpen te blijven.  In december 2015 kreeg hij een aanbieding om bondscoach te worden in Saoedi Arabië. Ook dit royaal aanbod wees hij af. Sinds augustus 2011 is hij nog steeds coach van Futsal Topsport Antwerpen. Sinds 2017 zit hij in de technische staf van de Belgische nationale Futsal ploegen en begin 2020 werd hij aangesteld als hoofdcoach van de Belgische nationale Futsal ploeg.  Van juni 2018 tot augustus 2020 was hij ook assistent / Skill coach van de eerste ploeg van Beerschot, waar hij deel uitmaakte van de technische staf van Stijn Vreven en Hernán Losada. Onder Hernán Losada maakte hij ook de promotie mee naar het allerhoogste niveau in het Belgisch voetbal de Eerste klasse A (voetbal België). In december 2021 ontving hij de trofee voor beste coach op de ceremonie van de Belgische Leeuw.  Deze trofee wordt uitgereikt aan een Belgische speler of coach van Arabische afkomst, die in België actief is. Opmerkelijk daarbij is dat Karim Bachar als futsaltrainer het opnam tegen trainers uit het veldvoetbal.

### Politiek
Karim Bachar stond in 2006 op de sp.a-kieslijst voor de gemeenteraadsverkiezingen en werd met 4105 voorkeurstemmen verkozen in de Antwerpse gemeenteraad. Ook bij de verkiezingen van 2012 en 2018 werd hij verkozen, en zetelt hij nog steeds. Hij houdt zich voornamelijk bezig met de thema’s jeugd en sport. Tevens is hij betrokken bij heel wat sociale projecten voor kansarme jongeren in de stad Antwerpen. In september 2019 droeg zijn partij hem voor om derde sp.a-schepen te worden in het Antwerpse stadsbestuur. Die post was nog niet ingevuld na de verkiezingen van 2018. Hij kreeg als zevende schepen de bevoegdheden Gelijke Kansen, Inburgering en Integratie en Samenlevingsopbouw.  Als schepen lanceerde hij onder andere de ‘Allemaal Antwerpenaar’ campagne en voerde hij praktijktesten uit om discriminatie op de arbeids- en woningmarkt in Antwerpen in kaart te brengen en aan te pakken.
Bij de verkiezingen van 9 juni 2024 werd hij vanop de derde plaats op de lijst van Vooruit voor de kieskring Antwerpen verkozen in het Vlaams Parlement. Bachar was er actief in de commissie Mobiliteit en Openbare Werken en was ondervoorzitter van de commissie Cultuur, Jeugd, Sport en Media. Op 2 januari 2025 werd hij door Vooruit als schepen van jeugd, leefmilieu en samenlevingsopbouw voorgedragen in de Antwerpse gemeenteraad. Omwille hiervan nam hij ontslag uit het Vlaams Parlement.

### De pleintjes
In 2014 was hij te zien als een van de hoofdrolspelers in de documentaire De pleintjes, samen met jeugdvriend en acteur Matthias Schoenaerts. De documentaire 'De pleintjes' vertelt het verhaal van de straatvoetbalcultuur in Antwerpen met getuigenissen van straatvoetballers die 'het' gemaakt hebben. In vaak verguisde buurten zoals het Kiel, Borgerhout, Deurne of Stuivenberg speelt het sociaal leven van duizenden jongeren zich van 's morgens vroeg tot 's avonds laat af op straten en pleinen. In een harde omgeving groeien ze op en leren ze de wereld kennen, maar bovenal dromen ze - net als iedereen - van een grote toekomst. Voorts vertellen onder meer Rode Duivels Mousa Dembélé, Radja Nainggolan en Amar Zouggaghi over het pleintje waar zij zijn opgegroeid.